# Cordylomera puchneri
Cordylomera puchneri es una especie de escarabajo longicornio del género Cordylomera, tribu Phoracanthini, subfamilia Cerambycinae. Fue descrita científicamente por Adlbauer en 2004.

## Descripción
Mide 10-13 milímetros de longitud.

## Distribución
Se distribuye por Kenia.